# City of Botany Bay
City of Botany Bay var en kommun i Australien. Den låg i delstaten New South Wales, i den sydöstra delen av landet, nära delstatshuvudstaden Sydney. Antalet invånare var 43 292. Arean var 26,8 kvadratkilometer.
Följande samhällen fanns i Botany Bay:
- Mascot
- Botany